# Stella Gommans
Stella Gommans (Venray, 9 september 1971) is een Nederlands danseres, actrice en presentatrice.

## Biografie
Na de mavo en meao kreeg Gommans les van Barry Stevens en ging zij later naar de balletacademie van Lucia Marthas. Tijdens haar opleiding was ze actief als danseres, backing vocal en actrice. Ze liep stage bij de Soundmixshow van Henny Huisman en was te zien in onder meer de André van Duinshow en de Sterrenplaybackshow. Door lichamelijke ongemakken moest zij haar danscarrière beëindigen. Ze was een van de deelnemers aan het programma Liefde op het eerste gezicht in 1992.
In 1994 en 1995 was zij te zien als assistente van Martijn Krabbé in de Postcode Loterij Recordshow. Na een screentest in 1995 presenteerde ze lange tijd programma's voor Call TV. In 1999 bracht Joop van den Ende haar in contact met de Sponsorbingo Loterij. Voor deze loterij presenteerde ze onder meer het programma Sponsorbingo. Ook presenteerde ze dat jaar het zaterdagavond-programma Win Een Sponsor, waardoor ze opnieuw te zien was naast Martijn Krabbé. Ze was als uitvoerend producent verbonden aan het programma Meneer Van Dale wacht op antwoord. Later kreeg Gommans meer eigen programma's, veel van deze programma's richtten zich op reizen.
Als actrice was Gommans in 2002 korte tijd te zien in Onderweg naar Morgen. Hier vertolkte ze de rol van Ingrid Rutte. In 2007 overlijdt haar vriend Jeroen Musper op 35-jarige leeftijd aan de gevolgen van leukemie. Datzelfde jaar was zij een van de deelnemers aan het programma Dancing on Ice. Sinds 2011 is ze te zien op het digitale televisiekanaal 24Kitchen, hier presenteert ze samen met Rudolph van Veen het programma The Taste of Travel.
Naast presentatrice is Gommans ook actief fotografe. Ze heeft sinds 2012 een eigen bedrijf en 2019 een online gallery. Gommans is soms te horen als stem in radiocommercials en is ze office manager bij Tin Can TV Producties en bij het management van John Williams.

## Televisieprogramma's
Veronica, RTL Nederland: 
- 1995-2003 Call TV

RTL 4:
- 1999 Win een sponsor
- 1999-2002 Sponsorbingo
- 1999-2002 Puzzeltijd
- 1999 The Big Entertainment Quiz
- 1999 TV Gek!
- 2001 Miss Nederland
- 2002-2003 Lijn 4
- 2003-2008 Bestemming Nederland
- 2004-2008 House Vision
- 2006 Jetsetters
- 2008-2009 The Taste of Life
- 2010 Call TV voor Afrika
- 2013 Lekker Weg In Eigen Land
- 2015-heden Het Land Van ...

24Kitchen: 
- 2011 The Taste of Life Travel

## Televisieseries
- 2002 Onderweg naar Morgen, als Ingrid Rutte
- 2003 Sam Sam, gastrol in 'Puzzelnijd' als Bella, een belspelletjespresentatrice